# Cryptocorynetidae
Cryptocorynetidae is een familie van kreeftachtigen uit de klasse van de Remipedia (ladderkreeftjes).

## Geslachten
- Angirasu Hoenemann, Neiber, Schram & Koenemann, in Hoenemann, Neiber, Humphreys, Iliffe, Li, Schram & Koenemann, 2013
- Cryptocorynetes Yager, 1987
- Kaloketos Koenemann, Iliffe & Yager, 2004